# 二(二苯乙烯二硫醇)镍
二(二苯乙烯二硫醇)镍是一种配位化合物，化学式为Ni(S2C2Ph2)2（其中Ph为苯基）。它是黑色固体，在甲苯中形成绿色溶液。它是二(烯烃二硫醇)类配体（Ni(S2C2R2)2，R为烃基或芳基）的一员，这类配体属于noninnocent配体。该分子骨架中C-S和C-C键的键长分别为1.71和1.39 Å，长度介于单双键之间。

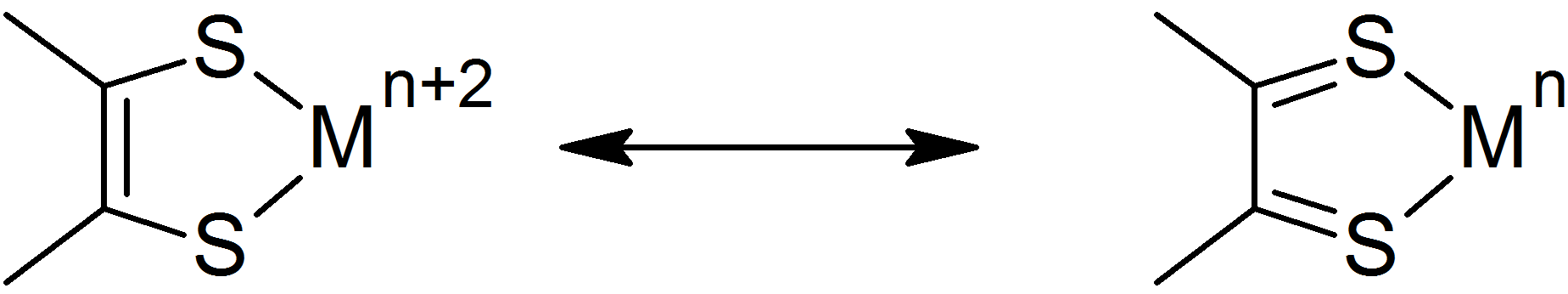
R_{2}C_{2}S_{2}M环的共振结构

该配合物可由二苯基乙炔和硫化镍反应制得。其它制法包括镍盐和硫化苯偶姻的反应。该配合物和其它配体反应，得到单(烯烃二硫醇)配合物Ni(S2C2Ph2)L2。